# Ivan Hodúr
Ivan Hodúr (* 10. července 1979, Šaľa) je bývalý slovenský fotbalový záložník a reprezentant. Byl pokládán za velký talent slovenského fotbalu, avšak nedokázal zvládnout příliv peněz a propadl gamblerství.

## Klubová kariéra
Svoji fotbalovou kariéru začal v ŠKF Sereď. Mezi jeho další kluby patří: FC Nitra, FC Slovan Liberec, FK Mladá Boleslav, MFK Ružomberok, Zagłębie Lubin a FC Spartak Trnava.
V červenci 2013 odešel do DAC 1904 Dunajská Streda. Po sázkařské kauze mu byl v prosinci 2013 udělen vysoký trest zákazu činnosti ve fotbale, který byl později ještě navýšen, což znamenalo smutný konec jeho kariéry.

## Reprezentační kariéra
V A-mužstvu Slovenska debutoval 20. listopadu 2002 v přátelském zápase s Ukrajinou (remíza 1:1). Celkem odehrál v letech 2002–2006 ve slovenském národním týmu 12 utkání, gól nevstřelil.

### Reprezentační zápasy
Zápasy Ivana Hodúra v A-mužstvu Slovenska
| Rok    | Zápasy | Góly |
| ------ | ------ | ---- |
| 2002   | 1      | 0    |
| 2003   | 0      | 0    |
| 2004   | 0      | 0    |
| 2005   | 4      | 0    |
| 2006   | 7      | 0    |
| Celkem | 12     | 0    |

## Kauza ovlivňování výsledků
V září 2013 byl slovenskou policií obviněn z přijímání úplatků za zmanipulování zápasů ve prospěch asijských sázkařských gangů. V té době působil v dresu slovenského klubu DAC 1904 Dunajská Streda. Společně se třemi dalšími obviněnými fotbalisty DAC Dunajské Stredy (Marek Božoň, Michal Dian a Tomáš Huber) měl ovlivnit minimálně 4 z 8 zápasů podzimní části Corgoň ligy 2013/14 (v utkáních mělo padnout čtyři a více branek, což se také třikrát stalo: Senica - DAC 4:0, Trenčín - DAC 6:0, Myjava - DAC 4:1). Svoji účast v této kauze Ivan Hodúr nepopřel. V listopadu 2013 vyšlo najevo, že měl společně s Róbertem Rákem ovlivňovat výsledky i během svého dřívějšího angažmá v FC Nitra. Jednalo se dokonce o přípravná utkání v roce 2011. V centru zájmu byly zápasy proti MTK Budapešť, kde měl soupeř zvítězit minimálně o 2 branky a přitom vstřelit nejméně 4 (výsledek byl 6:3 pro MTK, Hodúr vstřelil dva góly); a proti Bohemians 1905, kde měly padnout minimálně tři góly (výsledek zněl 2:1 pro Bohemians, Hodúr vstřelil jediný gól Nitry). V prosinci 2013 padl verdikt disciplinární komise Slovenského fotbalového svazu - zákaz činnosti na 14 let. V květnu 2014 mu disciplinární komise Slovenského fotbalového svazu trest zvýšila na 25 let.